# Бруски, Доменико
Доменико Бруски (13 июня 1840 года, Перуджа — 19 октября 1910 года, Рим) — итальянский живописец академического направления.

## Биография
Доменико Бруски был учеником живописца Сильвестро Валери, который в 1857 году расписывал капеллу Св. Иосифа в церкви Св. Петра в Перудже. Получил известность, расписав залы административного здания префектуры Перуджи. Его фрески с аллегорическими сценами олицетворяли былую славу города. В 1859 году он посетил Флоренцию, чтобы поработать там в мастерской Бандинелли. Одной из его известных работ стала роспись капеллы Св. Иосифа в церкви Св. Петра (1858) в Перудже. В 1862 году он путешествовал по Шотландии. Вернувшись в Перуджу, художник завершил роспись главного алтаря (1890) Церкви Аннунциата (Благовещения Марии). В дальнейшем он расписывал церковь Св. Апостолов в Перудже, Палаццо Монтечиторио и правительственные здания.
По заказу администрации префектуры Перуджи он расписал административное здание многочисленными фресками, изображающими известных деятелей города и городские исторические события. В 1876—1877 годах Доменико Бруски расписал капеллу Крещения, церковь и капеллу Сан-Онофрио кафедрального собора Перуджи.
В окружение Доменико Бруски входили итальянские художники Alessandro Vertami, Domenico Belimi, Guglielmo Mangiarelli, Tito Moretti, Annibale Mariani, Lemma Rossi-Scotti и Pasquale Frenguelli.